# Theo Fischer (Politiker, 1930)
Theo Fischer, auch Fischer-Sursee genannt (* 15. Februar 1930 in Triengen, heimatberechtigt in Sursee; † 14. Juni 2024) war ein Schweizer Politiker (CVP). 
Fischer begann seine politische Karriere im Grossen Rat des Kantons Luzern, in welchem er von 1971 bis 1984 Einsitz hatte. In den Jahren 1977 bis 1981 war er Präsident des Luzerner Anwaltsverbandes. Zum 14. März 1983 rückte er in den Nationalrat nach und verblieb dort bis zum 3. Dezember 1995. In den Jahren 1981 bis 1997 präsidierte Fischer den Bankrat der Luzerner Kantonalbank. Er hatte zudem zahlreiche Verwaltungsratsmandate inne.
Der promovierte Jurist, Anwalt und Notar hatte ein eigenes Anwaltsbüro in Sursee.